# Big Ben / Ben Webster in Europe
Pour plus de détails, voir Fiche technique et Distribution.

Big Ben / Ben Webster in Europe est un film documentaire néerlandais réalisé par Johan van der Keuken en 1967. S'intéressant à la personnalité d'un jazzman noir nommé Ben Webster, le film est une réflexion plus large sur les questions de racisme, de suprématie blanche et de musique. Il s'agit de son film le plus célèbre consacré à un musicien.

## Synopsis
Le film suit Ben Webster, un célèbre saxophoniste noir, le temps de son séjour à Amsterdam. 

## Analyse
Ce film est perçu comme luttant contre la suprématie blanche à une époque où les mouvements antiracistes prennent leur essor. Il utilise ce film pour transformer le visage de Ben Webster en « forme ». Le visage de Ben Webster et la manière dont il rend les émotions qu'il y perçoit est l'un des aspects centraux de l'œuvre. Le film s'intéresse particulièrement à la question du cadre choisi par le réalisateur. Dans le film, van der Keuken mêle les sons des instruments à celui de l'atelier.